# Risoba obstructa
Risoba obstructa är en fjärilsart som beskrevs av Moore 1881. Risoba obstructa ingår i släktet Risoba och familjen trågspinnare. Inga underarter finns listade.